# Adoretus flavipennis
Adoretus flavipennis är en skalbaggsart som beskrevs av Frey 1967. Adoretus flavipennis ingår i släktet Adoretus och familjen Rutelidae. Inga underarter finns listade i Catalogue of Life.